# Ryan Pulock
Ryan Pulock (Dauphin, Manitoba, 6 de octubre de 1994) es un jugador profesional canadiense de hockey sobre hielo que se desempeña en la posición de defensor derecho en New York Islanders, equipo de la National Hockey League (NHL).

## Carrera
Fue seleccionado en la primera ronda en la NHL Entry Draft de 2013. En 2015 hizo su debut profesional con el equipo New York Islanders, donde lleva jugando nueve temporadas.